# Zacharo
Zacharo (græsk: Ζαχάρω) er en by og kommune i det vestlige Peloponnes, Grækenland. Administrativt hører det til den regionale enhed Elis i Vestgrækenland . Zacharo ligger på kysten af Kyparissia-bugten, en del af Det Joniske Hav. Bjerget Lapithas er mod nord, og Minthi er mod øst. Nordvest for byen, mellem Lapithas-bjerget og havet, ligger Kaiafas-søen. Zacharo er 18 km syd for Olympia, 28 km sydøst for Pyrgos, 65 km nordvest for Kalamata og 65 km vest for Tripoli. Byen krydses af den græske nationalvej 9/E55, der forbinder Patras med Kalamata.

## Kommunen
Kommunen Zacharo blev dannet ved kommunalreformen i 2011 ved sammenlægning af følgende 2 tidligere kommuner, der blev til kommunale enheder:
- Figaleia
- Zacharo

Kommunen har et areal på 276, km2, byen er på 187  km2.

Zacharo har en skole, en børnehave, et gymnasium, kirker, et posthus, en politistation, en domstol, et sundhedscenter, banker og en jernbanestation. Sportsfaciliteter omfatter et fodboldstadion, en basketballbane og et fællesmotionscenter, som er gratis for offentligheden. Byen er også hjemsted for et fodboldhold, Olympiakos Zacharos, etableret i 1928. I byens centrum er der en plads med Platantræer. Skytshelgen for Zacharo er Sankt Spyridon, og den centrale kirke i byen bærer hans navn. Helgenfesten er den 12. december, og det er en helligdag for byen.
- Udsigt over Zacharo fra Lapithas- bjerget.
- Et monument.
- Zacharos strand.
- Udsigt over den gamle bydel.
- Zacharos skole.
- Kaiafas sø.
- Byens ortodokse kirke.
- Skt.Paraskevis kapel.